# جيرار شالياند
جيرار شالياند (من مواليد 15 فبراير 1934) هو خبير فرنسي في الجغرافيا السياسية، له منشورات على نطاق واسع حول الحرب غير النظامية والاستراتيجية العسكرية. ظهرت تحليلات شالياند لحركات التمرد في آسيا وإفريقيا وأمريكا اللاتينية والشرق الأوسط في أكثر من 20 كتابًا وفي العديد من المقالات الصحفية والتي تعتمد في الغالب على خبرته الميدانية مع القوات المتمردة. عمل بشكل مستقل طوال حياته المهنية، غير مقيد بوجهات نظر الحكومات الوطنية ومعاهد السياسات. ونتيجة لذلك، يقدم عمله منظورًا مستقلاً للعديد من الصراعات الكبرى التي ميزت القرنين العشرين والحادي والعشرين. وهو أيضًا شاعر له أعمال شعرية منشورة.

## النشأة والتعليم
درس في معهد اللغات والحضارات الشرقية بباريس، ونال عام 1975 من جامعة باريس 5 - ديكارت درجة الدكتوراه في علم الاجتماع السياسي عن أطروحة عن «الثورات في العالم الثالث: الأساطير والآفاق» أشرف عليها مكسيم رودنسون.

## دراسات ميدانية عن حركات التحرر
مع اندلاع الثورة الجزائرية عام 1954 اتخذ جيرار شالياند موقفًا مؤيدا لاستقلال الجزائر التي زارها في نوفمبر 1952. قام بدراسات ميدانية مع الحركات المسلحة المناهضة للاستعمار حيث تواجد بصفة كمراقب - مشارك على مدى عشرين عامًا رافق فيها مقاتلي حرب عصابات في أربع قارات (إفريقيا وآسيا وأمريكا اللاتينية وأوروبا الشرقية والقوقاز)، ولا سيما في غينيا بيساو البرتغالية، جنبًا إلى جنب مع أميلكار كابرال (1964، 1966) الذي ربطته به صداقة قوية، وكذلك في دلتا النهر الأحمر في شمال فيتنام (1967)، وفي مقاطعتي توليما وهويلا في كولومبيا (1968). تواجد أيضا مع المقاتلين الفلسطينيين من فتح والجبهتين الشعبية والديمقراطية لتحرير فلسطين في قواعدهم في الأردن ولبنان في الأعوام 1969- 1970، ومع الجبهة الشعبية لتحرير إريتريا (1977)، وفي المنطقة الكردية الإيرانية (1980)، وثلاث مرات في أفغانستان بين 1980 و1982. إلى العام 2000 زار أيضا ناغورنو كاراباخ وسريلانكا والعراق. إجمالاً، نقلته أبحاثه إلى حوالي ستين دولة.

## تدريس وأعمال استشارية
في الأعوام 1980-1987 عمل في التدريس في المدرسة الوطنية للإدارة
في الأعوام 1990 -1990 درّس في المدرسة الحربية.
أمضى خمسة أعوام أستاذا زائرا في كل من هارفارد وبيركلي.
كان كذلك أستاذا زائرا في الأكاديميات الحربية في بوغوتا، وكيب تاون، ومونتريال، وسلمنكة، وساسكس ومانشستر، وفي شمال أوسيتيا، وفي السليمانية، وفي جورجيا، ودرّس كذلك في مركز دراسات النزاعات والسلام في كابول (2005-2011)، وفي جامعة هاولر في أربيل (منذ 2012).
أسس مركز حقوق الأقليات في فرنسا، بين الأعوام 1978و1987
عمل مستشارا مستقلا لمركز التحليل والتخطيط في وزارة الخارجية الفرنسية في الأعوام 1983-1994

## مواقف سياسية
في عام 1983 أسس مجلس الشعوب الدائم حول إبادة الأرمن وعقد مؤتمره الأول في جامعة السوربون في باريس.
في 1990، وفي دراسة عن الاستعمار الإسباني لأمريكا، دحض نظريات إبادة شعوب أمريكا الأصلية معتبرا أن المستعمرين الإسبان في القرن السادس عشر لم يكن لديهم نية القتل، بل كان لديهم حاجة إلى قوى العمل المحلية، وكانوا مؤمنين بأنهم أصحاب «الدين الصحيح»، وأن ما جرى هو تطور استعماري كلاسيكي.
جمع خلاصة خبراته في حركات التحرر وحرب العصابات والإرهاب في بحوث عن طبيعة منظمات حرب العصابات وخصائصها المشتركة وأساليب عملها.
طور مصطلح «الإرهاب الدعائي»، الذي لا يهدف إلى إحداث الضرر المادي بحد ذاتهن بل وضع قضيته على شاشة الحدث وفرضها على الرأي العام، وقدم نموذجا لذلك أعمال تنظيم الجيش السري الأرمني ASALA الذي تفكك، حسب رأيه، بسبب انتقاله إلى القيام بأعمال دموية غير هادفة، ويختلف هذا النمط عن الإرهاب الذي يستخدم اسلوبا قتاليا بهدف إلى تدمير الخصم أو الإضرار به أو خلق حالة ذعر في صفوف مدنييه.

## مؤلفات

### باللغة الإنكليزية
- A World History of War, UC Press Berkeley, 2014.
- History of Terrorism: From Antiquity to al Qaïda (with Arnaud Blin), Berkeley, 2007.
- Mirrors of a Disaster. The Spanish conquest of America, Transaction, Rutgers University Press. N.J. 2005
- Nomadic Empires, From Mongolia to the Danube, Transaction, Rutgers University Press, N.J. 2003.
- The Penguin Atlas of Diasporas, New York, 1995.
- The Art of War in World History, Berkeley, 1994.
- The Kurdish Tragedy, Zed Press, London, 1994, Report to the sub-commission on Human Rights (UN) on the situation of the Kurds in the Middle East.
- Strategic Atlas: A Comparative Geopolitics of the World's Powers, with J.P. Rageau, Harper & Row, New York 1987, 1990, updated edition 1992.
- Minorities at the Age of Nation-States (ed) Pluto Press, London, 1988.
- Terrorism, Saqi Books, London: 1987.
- The Genocide of the Armenians, Zoryan Institute, Boston, Mass, 1986
- Guerrilla Strategy. A Historical Anthology From the Long March to Afghanistan, ed. Berkeley, 1982.
- The Struggle for Africa. Great Power Strategies, Macmillan, London 1982.
- Report from Afghanistan, Penguin Books, Baltimore, 1982.
- A People without a country, The Kurds and Kurdistan, (Ed), Zed Books 1980, Olive Branch Press, 1993
- Revolution in the Third World: Myths and Prospects, Viking, New York 1977; updated edition, Penguin Books, 1989.
- The Palestinian Resistance, Penguin Books, Baltimore 1972.
- Peasants of North Vietnam, Penguin Books, Baltimore 1970.
- Armed Struggle in Africa, Monthly Review Press, New York 1969.

### باللغة الفرنسية

#### تحليل سياسي
- L'Algérie est-elle socialiste?, Maspéro, 1964
- Où va l’Afrique du Sud ?, Calmann-Lévy, 1986
- Etat de crise, vers les nouveaux équilibres mondiaux (avec J. Minces), Seuil, 1993
- Voyage dans le demi-siècle (avec Jean Lacouture), Complexe, 2001
- America is back, les nouveaux Césars du Pentagone, (avec Arnaud Blin), Bayard, 2003
- L'Amérique en guerre, Irak-Afghanistan, Editions du Rocher, 2007
- L'Impasse afghane, Éditions de l’Aube, 2011
- Vers un nouvel ordre du monde (avec Michel Jan), Le Seuil, 2013
- De l’Esprit d’aventure (avec P. Franceschi et J.C. Guilbert, J’ai lu, Arthaud,J’ai lu, 2011
- Le Regard du singe (avec Patrice Franceschi) Seuil 2014

#### استراتيجيا عسكرية
- Atlas du nucléaire civil et militaire (avec Michel Jan), Payot, 1993
- Dictionnaire de stratégie militaire (avec Arnaud Blin), Perrin, 1998
- Les Guerres irrégulières, Folio Gallimard, 2008
- Le Nouvel Art de la guerre, l'Archipel, 2007, Pocket 2009

#### أطلس تاريخي وجيوسياسي
- Atlas de la découverte du monde (avec J-P. Rageau), Fayard, 1984
- Atlas politique du XXème siècle (avec J-P. Rageau), Seuil, 1987
- Atlas des Européens (avec J-P. Rageau), Fayard, 1989
- Atlas des empires. De Baylone à la Russie Soviétique (avec JP Rageau), Payot, 1993
- Atlas historique des migrations (avec M. Jan et J-P. Rageau), Seuil, 1994
- Atlas historique du monde méditerranéen (avec J-P. Rageau) Payot, 1995
- Atlas de l’Asie orientale (avec M. Jan et J-P. Rageau), Seuil, 1997
- Atlas du millénaire, la mort des empires, 1900-2015 (avec J-P. Rageau), Hachette, 1998
- Atlas du nouvel ordre mondial, Laffont, 2003
- Géopolitique des empires, des pharaons à l'Imperium américain, (avec J-P. Rageau) Arthaud, 2010, Flammarion 2014

#### تاريخ
- Les Bâtisseurs d'histoire, Arléa, 1995, Edition augmentée, Agora 2005, Magellan, 2012
- 2000 ans de chrétientés, (avec S. Mousset), Odile Jacob, 2000, 2003
- L'Héritage occidental, (avec S. Mousset), Odile Jacob, 2002,2015

#### مذكرات
- Mémoire de ma mémoire, Julliard, 2003
- Guérillas, du Vietnam à l’Irak, Hachette Pluriel, 2008
- La Pointe du couteau. Mémoires, Robert Laffont, 2011

#### رحلات
- Los Angeles, Naissance d’un Mythe, Stock, 1991.
- Aux confins de l’Eldorado, Le Seuil, 2006
- Le Guide du voyageur autour du monde (avec S. Mousset) Odile Jacob, 2007

نشر كذلك ثلاثة مسرحيات وأربعة كتب للأطفال وعدة ترجمات

## مذكرات ومراجع
1. ↑  Who's Who in France (بالفرنسية), Paris, ISSN:0083-9531, QID:Q5924723
2. ↑  Ara Krikorian; Hraïr Heratchian (2021). Le dictionnaire biographique: Arméniens d'hier et d'aujourd'hui (بالفرنسية). Maisons-Alfort. p. 129. ISBN:978-2-905686-93-0. QID:Q114555440.{{استشهاد بكتاب}}:  صيانة الاستشهاد: مكان بدون ناشر (link)
3. ↑   https://www.aa-ihedn.org/page/383253-commission-du-prix-vauban. {{استشهاد ويب}}: |url= بحاجة لعنوان (مساعدة) والوسيط |title= غير موجود أو فارغ (من ويكي بيانات) (مساعدة)
4. ↑  Catherine Simon, « Arpenteur des guerres » لو موند, 4 septembre 2009, p. 19.
5. ↑  Simon، Catherine (9 مارس 2009). "Arpenteur des guerres". لوموند. مؤرشف من الأصل في 2021-02-11. اطلع عليه بتاريخ 2021-02-21.
6. ↑  "Gérard CHALIAND". Association Culturelle Arménienne de Marne-la-Vallée (France. مؤرشف من الأصل في 2021-05-05. اطلع عليه بتاريخ 2021-02-21.
7. ↑  G. Chaliand, Miroirs d'un désastre. Chronique de la conquête de l'Amérique, éd. 2004, p. 303-307.

## روابط خارجية
- جرارد شالياند على موقع IMDb (الإنجليزية)